# Jaclyn Linetsky
Jaclyn Michelle Linetsky (8 de enero de 1986 - 8 de septiembre de 2003) fue una actriz canadiense que interpretó al personaje principal en Caillou y a Megan O'Connor en 15/Love.

## Primeros años de vida
Jaclyn Michelle Linetsky nació el 8 de enero de 1986 en el Jewish General Hospital. Judío de padres judíos, Terry (de soltera Weiner) y Larry Linetsky. Tenía dos hermanos mayores, Kelly y Derek. Linetsky se crio en Dollard-des-Ormeaux y luego se mudó a Hampstead, un suburbio de Montreal, Quebec. Se graduó de la Escuela St. George's de Montreal en 2003 y pronunció un discurso en la ceremonia de graduación.

## Carrera
Linetsky comenzó a actuar a los ocho años, actuando en producciones teatrales. Su primer concierto importante fue en un anuncio de radio sobre leche a los 10 años. Linetsky prestó la voz del personaje principal en la serie animada Caillou desde 2000 hasta su muerte en 2003. También proporcionó las voces de Bitzi en la serie animada Daft Planet (2002); Lori Mackney en la segunda temporada de ¿Qué pasa con Andy? (2003-2004) en sustitución de la actriz de doblaje estadounidense Colleen O'Shaughnessey; Kit en Kit y Kaboodle. Shei-Hu, su primo Shei-He y un gran grupo de otros ratones, así como voces adicionales sobre Sagwa, the Chinese Siamese Cat; Yukari sobre Tommy y Oscar; Brenda en Rotten Ralph y Meg en Mega Babies. Otros papeles en la actuación de voz incluyeron, The Kids from Room 402, Wunschpunsch, The Country Mouse and the City Mouse Adventures, Simon in the Land of Chalk Drawings, Jim Button y los videojuegos Alex Builds His Farm y Evolution Worlds. En 2003, Linetsky participó en la serie dramática con temática del circuito de tenis 15/Love en YTV. Su personaje, Megan O'Connor, se estaba enamorando de Sebastian Dube, interpretado por su coprotagonista Vadim Schneider.

## Muerte
El 8 de septiembre de 2003, Linetsky y Vadim Schneider se dirigían al set de 15/Love en Saint-Césaire, Quebec, en una Dodge Caravan. Por razones desconocidas, la Dodge Caravan se salió de su trayectoria original alrededor de las 12:15 p. m. y cruzó la banda central de la carretera, terminando en la dirección equivocada en la autopista 10 oeste en Brossard. La camioneta se desvió hacia el tráfico que venía en sentido contrario, cruzó la mediana y chocó de frente contra un camión de 20 pies, lo que provocó que el vehículo estallara en llamas. Ambos actores quedaron inconscientes por el impacto.
Schneider murió instantáneamente por el impacto de múltiples traumas físicos, mientras que Linetsky sufrió un paro cardíaco y murió horas después por los efectos combinados de trauma físico, lesiones graves y quemaduras. Ambos tenían 17 años. El día de la muerte de Schneider y Linetsky, se canceló el rodaje de 15/Love y el equipo puso el programa en una pausa de dos semanas, citando el deseo de hablar con sus familias antes de determinar qué hacer con sus personajes. El 10 de septiembre de 2003 se celebró un funeral para Linetsky, al que asistieron más de 1.500 personas. Fue enterrada en el Parque Memorial Kehal Israel en Dollard-des-Ormeaux, Quebec. Linetsky fue reemplazada por Annie Bovaird como la voz de Caillou. Su personaje en 15/Love fue escrito para haber muerto fuera de la pantalla.
En una declaración, Stuart Snyder, presidente y director ejecutivo de Cookie Jar Entertainment, escribió:

"La voz de Jaclyn cautivó a miles de niños y espectadores y aportó su personalidad y carácter especiales a Caillou. Era una intérprete muy talentosa y todos la extrañaremos profundamente. En nombre de todos en CINAR, quiero expresar nuestro más sentido pésame a la familia de Jaclyn."